# Lijst van kerkgebouwen in Nederland
Hieronder een (incomplete) lijst van kerkgebouwen in Nederland waarover een pagina op de Nederlandstalige Wikipedia bestaat, per provincie. In totaal zijn in Nederland in de loop van de geschiedenis ruim 19.000 kerken gebouwd, waarvan nog ongeveer 7000 resteren. Daarvan hebben ongeveer 4000 de status van monument en zijn ook ongeveer 4000 kerkgebouwen nog in gebruik: Ongeveer 2300 door de protestanten en ongeveer 1700 door de katholieken.

## Drenthe
- Anloo: de Sint-Magnuskerk
- Assen: zie Lijst van kerken in Assen
- Diever: de Sint-Pancratiuskerk
- Coevorden: de Hervormde Kerk
- Gasselte: de Onze-Lieve-Vrouwekerk
- Havelte: de Sint-Clemenskerk
- Norg: de Zuiderkerk
- Roden: de Catharinakerk
- Vries: de Sint-Bonifatiuskerk
- Westerbork: de Sint-Stefanuskerk

## Flevoland
- Almere: de Lichtboog
- Bant: de Bantsiliek
- Schokland: de Enserkerk
- Lelystad: de Ontmoetingskerk
- Lelystad: De Pijler
- Urk: Bethelkerk (Gereformeerde Kerk)
- Urk: Jachin Boazkerk
- Urk: Kerkje aan de Zee

## Friesland
- Bakhuizen: de Sint-Odulphuskerk
- Balk: de Sint-Ludgeruskerk
- Blauwhuis: de Sint-Vituskerk
- Boer: de Mariakerk
- Bolsward: de Martinikerk
- Bornwird: de Mariakerk
- Buitenpost: de Mariakerk
- Damwoude: de Sint-Benedictuskerk
- Damwoude: de Sint-Bonifatiuskerk
- Dokkum: de Sint-Bonifatiuskerk
- Eestrum: de Sint-Petruskerk
- Foudgum: de Mariakerk
- Harlingen: de Sint-Michaëlkerk
- Heeg: de Sint-Jozefkerk
- Heerenveen: de doopsgezinde kerk
- Heerenveen: de Europalaankerk
- Heerenveen: de Heilige Geestkerk
- Heerenveen: de Kerk aan de Fok
- Heerenveen: de Kruiskerk
- Holwerd: de Sint-Willibrorduskerk
- Hoogzand van Oostermeer: de Nieuwe Kerk
- Hoogzand van Oostermeer: de Oude Kerk
- Hoorn (Terschelling): de Sint Janskerk
- Hoornsterzwaag: de Hervormde Kerk
- Janum: Kerk van Janum
- Joure: Hobbe van Baerdttsjerke
- Jorwerd: de Sint-Radboudkerk
- Kollum: de Oosterkerk
- Kollum: de Sint-Maartenskerk
- Leeuwarden: zie Lijst van kerken in Leeuwarden (stad)
- Lemmer: de Sint-Willibrorduskerk
- Lioessens: de Gereformeerde kerk
- Mantgum: de Mariakerk
- Menaldum: de Kerk van Menaldum
- Nes (Ameland): de Sint-Clemenskerk
- Oosterend: de Martinikerk
- Oosterwierum: de Sint-Wirokerk
- Opeinde: de Hervormde Kerk
- Oudeschoot: de Skoattertsjerke
- Roodhuis: de Sint-Martinuskerk
- Rottevalle: de Gereformeerde Kerk
- Sint Nicolaasga: de Sint-Nicolaaskerk
- Schalsum: de Nicolaaskerk
- Sloten: de Sint-Fredericuskerk
- Sneek: de Sint-Martinuskerk
- Steggerda: de Sint-Fredericuskerk
- Surhuisterveen: de Doopsgezinde kerk
- Terband: de Rotondekerk
- Ureterp: de Sint-Petruskerk
- Wierum: de Mariakerk
- Workum: de Grote of Sint-Gertrudiskerk
- Workum: de Sint-Werenfriduskerk

## Gelderland
- Aalten: de Oosterkerk
- Aalten: de Oude Helenakerk
- Aalten: de Sint Helena
- Aalten: de Westerkerk
- Achter-Drempt: de Sint Willibrorduskerk
- Almen: de Dorpskerk Almen
- Altforst: de Sint-Donatuskerk
- Ammerzoden: de Hervormde Kerk
- Angerlo: de Sint-Galluskerk
- Apeldoorn: de Barnabaskerk
- Apeldoorn: de Eben-Haëzerkerk
- Apeldoorn: de Grote Kerk
- Apeldoorn: de Mariakerk
- Arnhem: de Evangelisch-Lutherse Kerk
- Arnhem: de Koepelkerk
- Arnhem: de Lutherse Kerk
- Arnhem: de Paasbergkerk
- Arnhem: de Sint-Jan de Doperkerk
- Arnhem: de Sint-Eusebiuskerk
- Arnhem: de Sint-Janskerk
- Arnhem: de Sint-Martinuskerk
- Arnhem: de Sint-Walburgiskerk
- Arnhem: de Vrijzinnig Hervormde Kerk
- Arnhem: de Waalse kerk
- Azewijn: de Sint-Mattheüskerk
- Baak: de Sint-Martinuskerk
- Barchem: de Nederlands Hervormde Kerk
- Barchem: De Hoeksteen
- Barneveld: de Adullamkerk
- Barneveld: De Hoeksteen
- Barneveld: de Oude Kerk
- Barneveld: de Rehobothkerk
- Batenburg: de Hervormde Sint-Victorkerk
- Beekbergen: de Hervormde Kerk
- Beesd: de Sint-Pieterskerk
- Beltrum: de Onze Lieve Vrouw ten Hemelopnemingkerk
- Bennekom: de Alexanderkerk
- Bennekom: de Maria Virgo Reginakerk
- Bontebrug: de Bontebrugkerk
- Borculo: de Joriskerk
- Borculo: de Onze Lieve Vrouw Tenhemelopnemingkerk
- Braamt: de Onze Lieve Vrouw van Altijddurende Bijstandkerk
- Bredevoort: Koppelkerk
- Bredevoort: de Sint-Joriskerk
- Bredevoort: de Georgiuskerk
- Breedenbroek: Cultuurkerk De Toekomst
- Bronkhorst: de Hervormde Kerk
- Brummen: de Oude- of Sint-Pancratiuskerk
- Buren: de Sint-Lambertuskerk
- Culemborg: de H.H. Barbara en Antoniuskerk
- Culemborg: de Sint-Barbarakerk
- Culemborg: de Grote of Sint-Barbarakerk
- De Heurne: de Heurnse kerk
- Dieren: de Dorpskerk
- Dieren: de kerk van de Nederlandse Protestantenbond
- Dinxperlo: Kerkje "De Rietstap"
- Dinxperlo: Sint-Liboriuskerk
- Doesburg: de Gasthuiskerk
- Doesburg: de Grote of Martinikerk
- Doetinchem: de Catharinakerk
- Doornspijk: de Sint-Ludgeruskerk
- Doorwerth: de O.L. Vrouw van Lourdes
- Duistervoorde: de Sint-Martinuskerk
- Ede: zie Lijst van kerken in Ede
- Eibergen: de Nieuwe Mattheüskerk
- Eibergen: de Oude Mattheüskerk
- Elburg: de Grote of Sint-Nicolaaskerk
- Elst: de Grote Kerk
- Elst: de Sint-Werenfriduskerk
- Etten: de Maartenskerk
- Etten: de Sint-Martinuskerk
- Gaanderen: de Sint-Augustinuskerk
- Gaanderen: de Sint-Martinuskerk
- Gaanderen: de Witte kerk
- Geesteren: de Hervormde Kerk
- Geldermalsen: de Bethelkerk
- Geldermalsen: de Tunnelkerk
- Gelselaar: de Hervormde Kerk
- Gendringen: de Sint Maartenkerk
- Gendringen: de Martinuskerk
- Groenlo: Oude Calixtuskerk
- Groenlo: Nieuwe Calixtuskerk
- Groessen: de Sint-Andreaskerk
- Haarlo: Het Lokaal
- Haarlo: de Nederlands Hervormde Kerk
- Halle: de Nederlands Hervormde Kerk
- Harderwijk: de Grote Kerk
- Harreveld: de Sint-Agathakerk
- Hattem: de Grote of Andreaskerk
- Heelsum: 't Kerkje op de Heuvel
- Heelsum: de Sint Josephkerk
- Heerde: de Johanneskerk
- 's-Heerenberg: de Sint-Pancratiuskerk
- Heilig Landstichting: Cenakelkerk
- Hengelo: de Remigiuskerk
- Hengelo: de Sint Willibrorduskerk
- Hoog-Keppel: de Dorpskerk
- Hummelo: de Nederlands Hervormde Kerk
- Joppe: de Onze Lieve Vrouw Tenhemelopneming
- Keijenborg: de Johannes de Doperkerk
- Kerk-Avezaath: de Sint-Lambertuskerk
- Kilder: de Johannes de Doperkerk
- Kranenburg: de Sint-Antoniuskerk
- Laag-Keppel: de Nederlands Hervormde Kerk
- Laren: de Kerk van Laren
- Lichtenvoorde: de Johanneskerk
- Lichtenvoorde: de Sint-Bonifatiuskerk
- Lievelde: de Christus Koningkerk
- Lochem: de Grote of Sint-Gudulakerk
- Lochem: de In alles de Liefde
- Lochem: de Witte kerk
- Loo: de Sint-Antonius Abtkerk
- Lunteren: de Oude Kerk
- Mariënvelde: de Onze Lieve Vrouw van Lourdes
- Meddo: de Johannes de Doperkerk
- Megchelen: de Hervormde Kerk
- Megchelen: de Sint-Martinuskerk
- Millingen aan de Rijn: de Sint-Antonius van Paduakerk
- Neede: de  Grote Kerk
- Neede: de Sint-Caeciliakerk
- Netterden: de Sint-Walburgiskerk
- Nieuw-Wehl: de Onze-Lieve-Vrouw van Altijddurende Bijstandkerk
- Nijkerk: de Grote- of Sint Catherinakerk
- Nijkerk: de Sint-Catharinakerk
- Nijmegen: de Antonius Abtkerk
- Nijmegen: de Antonius van Paduakerk
- Nijmegen: de Christus Koningkerk
- Nijmegen: de Dominicuskerk
- Nijmegen: de Groenestraatkerk
- Nijmegen: de Grote of Sint-Stevenskerk
- Nijmegen: de Lourdeskerk
- Nijmegen: de Lutherse Kerk
- Nijmegen: de Maranathakerk
- Nijmegen: de Maria Geboortekerk
- Nijmegen: de Mariënburgkapel
- Nijmegen: de Molenstraatkerk
- Nijmegen: de Opstandingskerk
- Nijmegen: de Petruskerk
- Nijmegen: de Sint-Augustinuskerk
- Nijmegen: de Sint-Nicolaaskapel
- Nijmegen: de Sint-Stephanuskerk
- Nijmegen: de Titus Brandsma Gedachteniskerk
- Nijmegen: de Valkhofkapel
- Olburgen: de Sint-Willibrorduskerk
- Oosterbeek: de Oude Kerk
- Opheusden: de Dorpskerk
- Opheusden: de GGiN Opheusden
- Otterlo: de Hervormde Kerk
- Rekken: de Antoniuskerk
- Rekken: de Martelaren-van-Gorcumkerk
- Renkum: de Onze Lieve Vrouw Ten Hemelopnemingkerk
- Rietmolen: de Sint-Caeciliakerk
- Rijswijk: de Martinuskerk
- Ruurlo: de Dorpskerk
- Ruurlo: de Sint Willibrorduskerk
- Scherpenzeel: de Hervormde Kerk
- Silvolde: de Sint-Mauritiuskerk
- Silvolde: de Oude Mauritiuskerk
- Sinderen: de Antoniuskapel
- Sinderen: de Keurhorsterkerk
- Spankeren: de Petruskerk
- Steenderen: de Sint-Remigiuskerk
- Steenderen: de Willibrorduskerk
- Terborg: de Georgiuskerk
- Terborg: de Hervormde Kerk
- Terwolde: de Kerk van Terwolde
- Tiel: de Sint-Dominicuskerk
- Tiel: de Grote of Sint-Maartenskerk
- Twello: de Sint-Martinuskerk
- Ulft: de Antonius van Paduakerk
- Ulft: de Petrus en Pauluskerk
- Vaassen: de Dorpskerk
- Varsselder: de Martelaren-van-Gorcumkerk
- Varsseveld: De Eendracht
- Varsseveld: de Grote of Laurentiuskerk
- Vierakker: de Sint Willibrorduskerk
- Voor-Drempt: de Hervormde Kerk
- Vorden: de Christus Koningkerk
- Vorden: de Dorpskerk
- Vragender: de Sint-Antonius van Paduakerk
- Wageningen: de Grote Kerk
- Warnsveld: Martinuskerk
- Wehl: de Hervormde Kerk
- Wehl: de Sint-Maartenskerk
- Wichmond: de Hervormde Kerk
- Winterswijk: de Doopsgezinde kerk
- Winterswijk: de Jacobskerk
- Winterswijk: de Jacobuskerk
- Winterswijk: de Zonnebrinkkerk
- Zaltbommel: de Grote of Sint-Maartenskerk
- Zaltbommel: de Sint-Martinuskerk
- Zeddam: de Sint-Oswalduskerk
- Zelhem: de Lambertikerk
- Zieuwent: de Sint-Werenfriduskerk
- Zutphen: de Broederenkerk
- Zutphen: de Nieuwstadskerk
- Zutphen: de Walburgiskerk

## Groningen
- Aduard: de Kloosterkerk
- Appingedam: de Nicolaïkerk
- Appingedam: de Gereformeerde kerk
- Bedum: de Walfriduskerk
- Bellingwolde: de Magnuskerk
- Bierum: de Sebastiaankerk
- Borgsweer: de kerk van Borgsweer
- Bourtange: de Hervormde Kerk
- Delfzijl: de Hervormde Kerk
- Delfzijl: de Kruiskerk
- Den Ham: Kerkje van Harkema
- Eenum: de kerk van Eenum
- Garmerwolde: de Hervormde Kerk
- Godlinze: de Pancratiuskerk
- Groningen: de Der Aa-kerk
- Groningen: de Kerk van het Apostolisch Genootschap
- Groningen: de Broerkerk
- Groningen: de Doopsgezinde kerk
- Groningen: de Sint-Franciscuskerk
- Groningen: de Helperkerk
- Groningen: de Immanuelkerk
- Groningen: de Kerk van Jezus Christus van de Heiligen der Laatste Dagen
- Groningen: de Sint-Jozefkathedraal
- Groningen: de Kandelaarkerk
- Groningen: de Lutherse kerk
- Groningen: de Mariakerk
- Groningen: de Martinikerk
- Groningen: de Sint-Martinuskerk
- Groningen: de Molukkenkerk
- Groningen: de Nieuwe Kerk
- Groningen: de Oosterkerk
- Groningen: de Opstandingskerk
- Groningen: de Paterskerk
- Groningen: de Pelstergasthuiskerk
- Groningen: de Pepergasthuiskerk
- Groningen: de Refajahkerk
- Groningen: de Remonstrantse kerk
- Groningen: de San Salvatorkerk
- Groningen: de Stadskerk
- Groningen: de Stadsparkkerk
- Groningen: de Sint-Walburgkerk
- Groningen: de Westerkerk
- Groningen: de Zuiderkerk
- Haren: de Nicolaaskerk
- Harkstede: de Hervormde Kerk
- Heveskes: de kerk van Heveskes
- Hoogezand: de Damkerk
- Hoogezand: de Sint-Martinuskerk
- Holwierde: de kerk van Holwierde
- Kantens: de kerk van Kantens
- Krewerd: de Mariakerk
- Leens: de Petruskerk
- Leermens: de Donatuskerk
- Lellens: de Hervormde Kerk
- Loppersum: de Petrus en Pauluskerk
- Marsum: de Mauritiuskerk
- Meedhuizen: de kerk van Meedhuizen
- Middelbert: de Martinuskerk
- Midwolda: de Kruiskerk
- Midwolde: de Hervormde Kerk
- Nieuw-Beerta: de Hervormde Kerk
- Nieuweschans: de Garnizoenskerk
- Noordbroek: de Hervormde Kerk
- Noordlaren: de Bartholomeüskerk
- Onstwedde: de Nicolaaskerk
- Opwierde: de kerk van Opwierde
- Oosterwijtwerd: de Mariakerk
- Oostum: het kerkje van Oostum
- Oudeschans: de Garnizoenskerk
- Pieterburen: de Petruskerk
- Sappemeer: de Sint-Willibrorduskerk
- Schildwolde: de Hervormde Kerk
- Sellingen: de Hervormde Kerk
- Siddeburen: de kerk van Siddeburen
- Spijk: de kerk van Spijk
- Stedum: de Bartholomeuskerk
- Ten Boer: de Hervormde Kerk
- Ter Apel: de Kloosterkerk
- Termunten: de Ursuskerk
- Tjamsweer: de kerk van Tjamsweer
- Uithuizermeeden: de Mariakerk
- Uitwierde: de Hervormde Kerk
- Vlagtwedde: de Hervormde Kerk
- Warfhuizen: de Kluizenarij Onze Lieve Vrouwe van de Besloten Tuin
- Wedde: de Hervormde Kerk
- Winschoten: de Sint-Vituskerk
- Wittewierum: de Hervormde Kerk
- Woltersum: de kerk van Woltersum
- 't Zandt: de Mariakerk
- Zeerijp: de Jacobuskerk
- Zuidbroek: de Petruskerk

## Limburg
- Afferden: de Sint-Cosmas en Damianuskerk
- Altweerterheide: de Heilig Hartkerk
- America: de Sint-Jozefkerk
- Amstenrade: de Kerk van O.L. Vrouw Onbevlekt Ontvangen
- Arcen: de Petrus en Pauluskerk
- Asenray: de Onze-Lieve-Vrouw van Goede Raad en Heilige Jozefkerk
- Asselt: de Sint-Dionysiuskerk
- Baexem: de Johannes de Doperkerk
- Banholt: de Sint-Gerlachuskerk
- Beegden: de Sint-Martinuskerk
- Beek: de Sint-Martinuskerk
- Beek: de Protestantse Kerk
- Bemelen: de Sint-Laurentiuskerk
- Berg en Terblijt: de Sint-Monulphus en Gondulphuskerk
- Berg aan de Maas: de Sint-Michaëlkerk
- Beringe: de Sint-Jozefkerk
- Bingelrade: de Sint-Lambertuskerk
- Bleijerheide: de Sint-Antonius van Paduakerk
- Bocholtz: de Jacobus de Meerderekerk
- Born: de Sint-Martinuskerk
- Buchten: de Sint-Catharinakerk
- Bunde: de oude Sint-Agneskerk
- Bunde: de huidige Sint-Agneskerk
- Cadier en Keer: de H. Kruisverheffingskerk met losstaande oude toren
- Castenray: de Sint-Matthiaskerk
- Doenrade: de Sint-Jozefkerk
- Echt: de Sint-Landricuskerk
- Eckelrade: de Sint-Bartholomeuskerk
- Eijsden: de Sint-Christinakerk
- Eijsden: de Sint-Martinuskerk
- Eijsden: de Hervormde Kerk
- Einighausen: de Onze-Lieve-Vrouw Tenhemelopnemingskerk
- Ell: de Sint-Antonius Abtkerk
- Elsloo: de Sint-Augustinuskerk
- Elsloo: de Mariakerk
- Epen: de Sint Paulus Bekering
- Eygelshoven: de Johannes de Doperkerk
- Eygelshoven: het Kleine Kerkje
- Eys: de Sint-Agathakerk
- Geleen-Krawinkel: de Sint-Augustinuskerk
- Genhout: de Sint-Hubertuskerk
- Gennep: de Nederlands-hervormde kerk
- Gennep: de Sint-Martinuskerk
- Gennep: de Sint-Norbertuskerk
- Geulle: de Sint-Martinuskerk
- Grevenbicht: de Sint-Catharinakerk
- Grevenbicht: de Protestantse kerk
- Gronsveld: de Sint-Martinuskerk
- Grubbenvorst: de O.L. Vrouw Tenhemelopnemingskerk
- Gulpen: de Sint-Petruskerk
- Guttecoven: de Sint-Nicolaaskerk
- Haanrade: de Heilig Hart van Jezuskerk
- Heel: de Sint-Stephanuskerk
- Heijen: de Sint-Dionysiuskerk
- Heerlen: de Sint-Pancratiuskerk
- Herkenbosch: de Sint-Sebastianuskerk
- Holset: H.H. Lambertus en Genovevakerk
- Holtum: de Sint-Martinuskerk
- Horst: de Sint Lambertuskerk
- Horst: de Sint Norbertuskerk
- Houthem: de Sint-Gerlachuskerk
- Houthem: de Sint-Martinuskerk
- Huls: de Jozef Arbeiderkerk
- Hulsberg: de Sint-Clemenskerk
- Hunsel: de Sint-Jacobus de Meerderekerk
- Jabeek: de Sint-Gertrudiskerk
- Kaalheide: de Sint-Jozefkerk
- Kelpen-Oler: de Sint-Liduinakerk
- Kerkrade: de Sint-Lambertuskerk
- Klimmen: de Sint-Remigiuskerk
- Koningsbosch: de Onze-Lieve-Vrouw Onbevlekt Ontvangenkerk
- Kunrade: de Onze Lieve Vrouw van Altijddurende Bijstandkerk
- Lemiers: de Sint-Catharinakapel
- Lemiers: de Sint-Catharina en Luciakerk
- Limbricht: de Sint-Salviuskerk
- Limbricht: de Nieuwe Sint-Salviuskerk
- Maastricht: zie Lijst van kerken in Maastricht
- Margraten: de Sint-Margaritakerk
- Mariadorp: de Maria-Tenhemelopnemingkerk
- Maria Hoop: de Onze-Lieve-Vrouw Moeder der Heilige Hoopkerk
- Mechelen: de Sint-Jan de Doperkerk
- Meers: de Sint-Jozefkerk
- Meerssen: de Basiliek van het H. Sacrament
- Meerssen: het Leopoldskerkje
- Meijel: de Sint-Nicolaaskerk
- Melick: de Sint-Andreaskerk
- Merkelbeek: de Sint-Clemenskerk
- Mesch: de Sint-Pancratiuskerk
- Mheer: de Sint-Lambertuskerk
- Middelaar: de Sint-Lambertuskerk
- Milsbeek: de Onze-Lieve-Vrouw van Altijddurende Bijstandkerk
- Molenhoek: de Onze-Lieve-Vrouw van Zeven Smartenkerk
- Montfort: de Sint-Catharinakerk
- Mook: de Sint-Antonius Abtkerk
- Moorveld: de Onbevlekt Hart van Mariakerk
- Munstergeleen: de Sint-Pancratiuskerk
- Neerbeek: de Sint-Callistuskerk
- Nieuwenhagen: de Onze-Lieve-Vrouw Hulp der Christenenkerk
- Nieuwstadt: de Sint-Janskerk
- Nijswiller: de Sint-Dionysiuskerk
- Noorbeek: de Sint-Brigidakerk
- Nuth: de Sint-Bavokerk
- Obbicht: de Sint-Willibrorduskerk
- Oirsbeek: de Sint-Lambertuskerk
- Oost-Maarland: de Sint-Jozefkerk
- Ottersum: de Johannes de Doperkerk
- Oud-Valkenburg: de Johannes de Doperkerk
- Panningen: de Onze-Lieve-Vrouw-van-Zeven-Smartenkerk
- Pey: de Onze-Lieve-Vrouw Onbevlekt Ontvangenkerk
- Posterholt: de Sint-Matthiaskerk
- Puth: de Sint-Petrus Canisiuskerk
- Ransdaal: de Sint-Theresiakerk
- Reijmerstok: de Franciscus van Assisikerk
- Rijckholt: de O.L. Vrouw Onbevlekt Ontvangen
- Roermond: de Sint-Christoffelkathedraal
- Roermond: de Munsterkerk
- Roermond: de Heilige Geestkerk
- Roermond: de Caroluskapel
- Roermond: de Kapel in 't Zand
- Roermond: de Minderbroederskerk
- Roermond: de Heilig Hart van Jezuskerk
- Swalmen: Lambertuskerk
- Roosteren: de Sint-Jacobus de Meerderekerk
- Rothem: de Heilig Hart van Jezuskerk
- Scheulder: de Sint-Barbarakerk
- Schimmert: de Sint-Remigiuskerk
- Schinnen: de Sint-Dionysiuskerk
- Schin op Geul: de Sint-Mauritiuskerk
- Schinveld: de Sint-Eligiuskerk
- Schipperskerk: de Sint-Petrus-en-Pauluskerk
- Sibbe: de Sint-Rozakerk
- Simpelveld: de Sint-Remigiuskerk
- Sint Geertruid: de Sint-Gertrudiskerk
- Sint Odiliënberg: de Basiliek van de H.H. Wiro, Plechelmus en Otgerus
- Spaubeek: de Sint-Laurentiuskerk
- Spekholzerheide: de Sint-Martinuskerk
- Sittard: de Basiliek van Onze-Lieve-Vrouw van het Heilig Hart
- Sittard: de Sint-Petruskerk
- Sittard: de Sint-Michielskerk
- Slenaken: de Sint-Remigiuskerk
- Stein: de Sint-Martinuskerk
- Stramproy: de Sint-Willibrorduskerk
- Susteren: de Sint-Amelbergabasiliek
- Sweikhuizen: de Sint-Dionysius en Odiliakerk
- Tegelen: de Sint-Martinuskerk
- Terwinselen: de Onze-Lieve-Vrouw-Onbevlekt-Ontvangenkerk
- Thorn: de Sint-Michaëlkerk
- Ubachsberg: de Sint-Bernarduskerk
- Ulestraten: de Sint-Catharinakerk
- Urmond: de Terpkerk
- Urmond: de Protestantse kerk
- Urmond: de Sint-Martinuskerk
- Vaals: de Waalse Kerk
- Vaals: de Lutherse kerk
- Vaals: de St. Pauluskerk
- Vaals: de voormalige rooms-katholieke kerk met toren en de daaraan gebouwde hervormde kerk
- Vaesrade: de Sint-Servatiuskerk
- Valkenburg: de H.H. Nicolaas en Barbara
- Valkenburg: de Voormalige Hervormde Kerk
- Valkenburg-Broekhem: de Sint-Jozefkerk
- Venlo: zie Lijst van kerken in Venlo (gemeente)
- Venray: de Sint Petrus' Bandenkerk
- Ven-Zelderheide: de Sint-Antonius Abtkerk
- Vijlen: de Sint-Martinuskerk
- Veulen: de Sint-Antonius van Paduakerk
- Vlodrop: de Sint-Martinuskerk
- Voerendaal: de Sint-Laurentiuskerk
- Wahlwiller: de Sint-Cunibertuskerk
- Weert: de Sint-Martinuskerk of het Martinusmonument
- Welten: de Sint-Martinuskerk
- Wessem: de Sint-Medarduskerk
- Wijlre: de Sint-Gertrudiskerk
- Wijnandsrade: de Sint-Stefanuskerk
- Ysselsteyn: de Sint-Odakerk

## Noord-Brabant
- Aalburg: de Hervormde Kerk
- Alphen: de Sint-Willibrorduskerk
- Bakel: de Sint-Willibrorduskerk
- Bavel: de H. Maria Hemelvaartkerk
- Bergeijk; de Sint-Petrus Bandenkerk of Hofkerk
- Bergen op Zoom: de Antonius Abtkerk
- Bergen op Zoom: de Sint-Gertrudiskerk
- Bergen op Zoom: de Onze-Lieve-Vrouw-van-Lourdeskerk
- Beugen: de Maria Ten Hemelopneming kerk
- Bladel: de Sint-Petrus'-Bandenkerk
- Boxmeer: de Protestantse kerk
- Boxmeer: de Sint-Petrusbasiliek
- Boxtel: de Sint-Petrusbasiliek
- Breda: de Grote Kerk
- Breda: de Sint-Joostkapel
- Breda: de Antoniuskerk
- Breda: de Sint-Annakerk
- Breda: de Sint-Martinuskerk
- Budel: de O.L.V. Visitatiekerk
- Casteren: de Sint-Willibrordkerk
- Chaam: de Ledevaertkerk
- Cromvoirt: de Sint-Lambertuskerk
- Cuijk: de Sint-Martinuskerk
- Deurne: de Sint-Willibrorduskerk
- Dinteloord: de Hervormde Kerk
- Dinther: de Sint-Servatiuskerk
- Drunen: de Sint-Lambertuskerk
- Eethen: de Hervormde Kerk
- Erp : de Sint-Servatiuskerk
- Eindhoven: de Sint-Catharinakerk
- Eindhoven: de Sint-Lambertuskerk
- Eindhoven: de Sint-Martinuskerk (Tongelre)
- Eindhoven: de Sint-Petruskerk
- Eindhoven: de Heilig Hart kerk of Paterskerk of Augustijnenkerk
- Eindhoven: de Steentjeskerk
- Engelen: de Sint-Lambertuskerk
- Esdonk: de Spijkerkapel
- Etten leur: de Sint-Petruskerk
- Geldrop: de Sint-Brigidakerk
- Halsteren: de Sint-Martinuskerk
- Hapert: de Sint-Severinuskerk
- Heesbeen: de Dorpskerk
- Heeze: de Sint-Martinuskerk
- Helmond: de Sint-Lambertuskerk
- Helvoirt: de Sint-Nicolaaskerk
- 's-Hertogenbosch: de Lucaskerk
- 's-Hertogenbosch: de Lutherse kerk
- 's-Hertogenbosch: de Sint-Antoniuskapel
- 's-Hertogenbosch: de Heilige Annakerk
- 's-Hertogenbosch: de San Salvatorkerk
- 's-Hertogenbosch: de Sint-Janskathedraal
- 's-Hertogenbosch: de Sint-Leonarduskerk
- 's-Hertogenbosch: de Sint-Catharinakerk
- 's-Hertogenbosch: de Oude Sint-Jacobskerk
- 's-Hertogenbosch: de Nieuwe Sint-Jacobskerk
- Hoogeloon: de Sint-Pancratiuskerk (en de losstaande Sint-Pancratiustoren)
- Kaatsheuvel: Johannes de Doperkerk
- Leende: de Sint-Petrus'-Bandenkerk
- Liessel: de Sint-Willibrorduskerk
- Loon op Zand: de Sint-Jans Onthoofdingkerk
- Luyksgestel: de Kruiskapel
- Mariahout: de O.L. Vrouw van Lourdeskerk
- Middelbeers: de Sint-Willibrorduskerk
- Middelbeers: de Oude Sint-Willibrorduskerk
- Moergestel: de Sint-Janskerk
- Netersel: de Sint-Antonius van Padua en Brigidakerk
- Oeffelt: de San Salvatorkerk
- Oirlo: de Sint-Gertrudiskerk
- Oirschot: de Mariakerk (Boterkerkje of Nederlands hervormde kerk)
- Oostelbeers: de Heilige Andreas en Antonius van Paduakerk (+ oude kerktorens: Oude Toren en Neogotische toren)
- Oosterhout: de Sint-Jansbasiliek
- Oosterhout: de Sint-Antoniuskerk
- Oudenbosch: de Basiliek van de H.H. Agatha en Barbara
- Rijen: de Maria Magdalenakerk
- Rosmalen: de Sint-Lambertuskerk
- Roosendaal : Sint-Janskerk
- Schijndel: de Hervormde Kerk
- Spoordonk: de Sint-Bernadettekerk
- Steenbergen : de Sint-Gummaruskerk
- Stratum: de Don Boscokerk
- Stratum: de Sint-Joriskerk
- Sint Agatha: de Kloosterkapel Sint Agatha
- Sint Anthonis: de R.K. Kerk van H. Anthonius Abt
- Sint Oedenrode: de Sint-Martinuskerk
- Tilburg: de Broekhovense kerk
- Tilburg: de Gerardus Majellakerk
- Tilburg: de Goirkese kerk
- Tilburg: de Hasseltse kerk
- Tilburg: de Heikese kerk
- Tilburg: de Heuvelse kerk (ook: Sint Jozefkerk)
- Tilburg: de Hoefstraatkerk
- Tilburg: de Korvelse kerk
- Tilburg: de Margarita Maria Alacoque kerk
- Tilburg: de Mariakerk
- Tilburg: de Rehobothker
- Tilburg: de Sint-Theresiakerk
- Uden: de Kruisherenkapel
- Uden: de Sint-Petrus' Stoel van Antiochiëkerk
- Veen: de Hervormde Kerk
- Veghel: de Sint-Lambertuskerk
- Veldhoven: de Heilige Caeciliakerk
- Veldhoven: de Sint-Jan de Doperkerk
- Veldhoven: de Heilige Lambertuskerk
- Veldhoven: de Sint-Willibrorduskerk
- Venray: de Sint-Petrus' Bandenkerk
- Vessem: de Sint-Lambertuskerk
- Vlijmen: de Sint-Jan Geboortekerk
- Vlijmen: de Protestantse kerk
- Volkel: de Antonius Abtkerk
- Vught: de Sint-Petruskerk
- Vught: de Sint-Lambertuskerk
- Waalwijk: de Sint-Janskerk
- Wagenberg: de Sint-Gummaruskerk
- Wintelre: de Sint-Willibrorduskerk
- Woudrichem: de Sint-Martinuskerk
- Wouw: de Sint-Lambertuskerk

## Noord-Holland
- Abbekerk: de Hervormde Kerk
- Alkmaar: zie Lijst van kerken in Alkmaar
- Amsterdam: zie Lijst van kerken in Amsterdam
- Andijk: de Gereformeerde Kerk
- Beverwijk: de Sint-Agathakerk
- Beverwijk: de Grote kerk
- Bussum: de Sint-Vituskerk
- Den Helder: de Nieuwe Kerk
- Den Helder: de Onze-Lieve-Vrouw-Onbevlekt-Ontvangenkerk
- Den Helder: de Petrus en Pauluskerk
- Den Hoorn (Texel): de Hervormde kerk
- Diemen: schuilkerk De Hoop
- Dijk en Waard: zie Lijst van kerken in Dijk en Waard
- Drechterland: zie Lijst van kerken in Drechterland
- Duivendrecht: de Sint-Urbanuskerk
- Edam-Volendam: zie Lijst van kerken in Edam-Volendam
- Egmond aan den Hoef: de Slotkapel
- Enkhuizen: zie Lijst van kerken in Enkhuizen
- 's-Graveland: de Nederlands Hervormde Kerk
- Grootebroek: de Johannes de Doperkerk
- Haarlem: zie Lijst van kerken in Haarlem
- Hauwert: de Nicolaaskerk
- Heiloo: de Onze Lieve Vrouwe van Lourdes
- Heiloo: de Sint-Willibrorduskerk
- Heiloo: de Witte Kerk
- Hilversum: de Sint-Vituskerk
- Hoogkarspel: de Laurentiuskerk
- Hoorn: zie Lijst van kerken in Hoorn
- Laren: de Sint-Jansbasiliek
- Lutjebroek: Sint-Nicolaaskerk
- Marken: de Grote Kerk
- Medemblik: de  Bonifaciuskerk
- Medemblik: de Sint-Martinuskerk
- Monnickendam: de Grote of Sint-Nicolaaskerk
- Muiden: de Heilige Nicolaaskerk (Muiden)
- Nibbixwoud: Sint-Cunerakerk
- Obdam: Sint-Victorkerk
- Opperdoes: de Hervormde Kerk
- Ouderkerk aan de Amstel: de Amstelkerk
- Ouderkerk aan de Amstel: de Sint-Urbanuskerk
- Purmerend: de Lutherse Kerk
- Schagen: de Christoforuskerk
- Schermerhorn: de Hervormde Kerk
- Stompetoren: de Hervormde Kerk
- Warmenhuizen: de Sint-Ursula en Gezellinnenkerk
- Waterland: zie Lijst van kerken in Waterland
- Weesp: de Sint-Laurentiuskerk
- Weesp: de Grote of Sint-Laurenskerk
- Zaandam: de Sint-Bonifatiuskerk
- Zaandam: de Heilige Maria Magdalenakerk

## Overijssel
- Borne: de Oude Kerk
- Delden: de Oude Blasiuskerk
- Denekamp: de Sint-Nicolaaskerk
- Deventer: de Grote of Lebuïnuskerk
- Deventer: de Hervormde Kapel
- Deventer: de Mariakerk (Deventer)
- Deventer: het Penninckhuis
- Deventer: de Sint-Nicolaas- of Bergkerk
- Deventer: de Broederenkerk
- Deventer: de Johannes Vianneykerk
- Enschede: Doopsgezinde kerk
- Enschede: de Grote Kerk
- Enschede: Sint-Jacobus de Meerderekerk (1864)
- Enschede: Sint-Jacobus de Meerderekerk (1934)
- Enschede: Sint-Jozefkerk
- Genemuiden: de Jachin en Boazkerk
- Goor: de Hofkerk
- Hardenberg: de Stephanuskerk
- Hardenberg-Heemse: de witte of Sint-Lambertuskerk
- Hasselt: de Grote of Sint-Stephanuskerk
- Hengelo: de Sint-Lambertusbasiliek
- IJsselmuiden: de Sint-Crispijnkerk
- Kampen: de Bovenkerk
- Kampen: de Broederkerk
- Kampen: de Burgwalkerk
- Kampen: de Buitenkerk
- Kampen: de Lutherse Kerk
- Kampen: de Oud Gereformeerde Kerk
- Kampen: de Paterskerk
- Losser: de H. Maria Geboortekerk
- Losser: de Hervormde Kerk
- Oldenzaal: de Sint-Plechelmusbasiliek
- Ootmarsum: de H.H. Simon en Judaskerk
- Raalte: de Basiliek van de Heilige Kruisverheffing
- Rijssen: de Schildkerk
- Staphorst: de Dorpskerk
- Steenwijk: de Grote of Sint-Clemenskerk
- Tubbergen: de Sint-Pancratiusbasiliek
- Wierden: de Sint-Janskerk
- Zalk: de Sint-Nicolaaskerk
- Zwolle: de Broerenkerk
- Zwolle: de Dominicanenkerk
- Zwolle: de Koningskerk
- Zwolle: de Grote of Sint-Michaëlskerk
- Zwolle: de Basiliek van Onze Lieve Vrouwe Tenhemelopneming
- Zwolle: de Waalse kerk
- Zwolle: de Zuiderhof

## Utrecht
- Achterveld: de Sint-Jozefkerk
- Amersfoort: zie Lijst van kerken in Amersfoort
- Baarn: de Pauluskerk
- Baarn: de Heilige Nicolaaskerk
- Bilthoven: de Noorderkerk
- Breukelen: de Sint-Johannes de Doperkerk
- Bunnik: de Sint-Barbarakerk
- Cothen: de Sint-Petrus en Pauluskerk
- Eemnes: de Grote of Sint-Nicolaaskerk
- Hoogland: de Sint-Martinuskerk
- Hooglanderveen: de Sint-Josephkerk
- Houten: de Onze Lieve Vrouwe ten Hemelopnemingkerk
- Houten: de Pleinkerk
- Huis ter Heide: Het Witte Kerkje
- Leusden: de Dorpskerk Leusden-Zuid
- Linschoten: de Grote of Sint-Janskerk
- Maarssen: de Heilig Hartkerk
- Maarssen: de Kruiskerk
- Montfoort: de Geboorte van de Heilige Johannes de Doper
- Odijk: de Sint Heribertkerk
- Renswoude: de Koepelkerk
- Rhenen: de Cunerakerk
- Rhenen: de Gedachteniskerk
- Utrecht (stad): zie Lijst van kerken in Utrecht (stad)
- Veenendaal: de Oude Kerk
- Veenendaal: Ned. Herv. Kerk "De Hoeksteen"
- Vleuten: de Sint-Willibrordkerk
- Vleuten: Torenpleinkerk
- Werkhoven: de Sint Stevenskerk
- Wilnis: de Hervormde Kerk
- Woerden: de Lutherse Kerk
- Woerden: de Petruskerk
- Woerden: de Sint-Bonaventurakerk
- Wijk bij Duurstede: de Grote of Johannes de Doperkerk
- IJsselstein: de hervormde kerk
- IJsselstein: de Sint-Nicolaasbasiliek
- Zeist: de Oosterkerk
- Zeist: de Rehobothkerk

## Zeeland
- Aagtekerke: de Hervormde Kerk
- Aardenburg: de Sint-Bavokerk
- Aardenburg: de Helige Maria Hemelvaartkerk
- Baarland: de Sint-Maartenskerk
- Biezelinge: de Mozeskerk
- Biggekerke: de Hervormde Kerk
- Borssele: de Oostsingel 14, gesloopt in 2000
- Burgh: de Hervormde Kerk
- Domburg: de Hervormde Kerk
- Dreischor: de Sint-Adriaanskerk
- Driewegen: de Dorpskerk
- Driewegen: de Gereformeerde Kerk, gesloten in de jaren 90
- Ellewoutsdijk: het Kerkje van Ellesdiek, gesloten in 2001
- Gapinge: de Mariakerk
- Gapinge: de Mozaïekkerk, gesloten 2010
- Goes: de Bethelkerk
- Goes: de Grote of Maria Magdalenakerk
- Goes: de Heilige Maria Magdalenakerk
- Goes: de Sionkerk
- Goes: de Westerkerk
- Grauw: de Maria Hemelvaartskerk
- 's-Gravenpolder: de Elimkerk
- 's-Gravenpolder: de Sint-Martinuskerk
- Grijpskerke: de Michaëlskerk
- Hansweert: de Onze-Lieve-Vrouw Onbevlekt Ontvangenkerk
- 's-Heer Abtskerke: de Johannes de Doperkerk
- 's-Heer Arendskerke: de Petruskerk
- 's-Heer Hendrikskinderen: de Hervormde Kerk
- 's-Heerenhoek: de Hervormde Kerk, afgebroken in 1985, herbouwd in het Nederlands Openluchtmuseum te Arnhem
- 's-Heerenhoek: de Sint-Willibrorduskerk
- Heinkenszand: de Barbesteinkerk, gesloten in 2018
- Heinkenszand: de Hervormde Kerk
- Heinkenszand: de Sint-Blasiuskerk
- Hoedekenskerke: de Sint-Joriskerk
- Hoogelande: de Kapel van Hoogelande
- Hulst: de Hof te Zande
- Hulst: de Kapel Onze-Lieve-Vrouw ter Eecken
- Hulst: de Sint-Willibrordusbasiliek
- Kapelle: de Hervormde Kerk
- Kapelle: de Petrakerk
- Kattendijke: de Hervormde Kerk
- Kerkwerve: de Hervormde Kerk
- Kerkwerve: de Pniëlkerk
- Kloetinge: de Geerteskerk
- Koudekerke: de Michaëlskerk
- Krabbendijke: de Hervormde Kerk
- Kruiningen: de Johanneskerk
- Kwadendamme: de Sint-Bonifatiuskerk
- Meliskerke: de Odulphuskerk
- Middelburg: zie Lijst van kerken in Middelburg
- Nieuwerkerk: de Johanneskerk
- Nisse: de Hervormde kerk
- Noord-Beveland: zie Lijst van kerken in Noord-Beveland
- Noordgouwe: de Driekoningenkerk
- Noordwelle: de Corneliuskerk
- Oostkapelle: de Willibrordkerk
- Oost-Souburg: de Hervormde Kerk
- Oudelande: de Sint-Eligiuskerk
- Ovezande: de Sint-Petrus-en-Pauluskerk, gesloten in 2003
- Ritthem: de Hervormde Kerk
- Scherpenisse: de Hervormde kerk
- Schore: de Hervormde Kerk
- Serooskerke (Veere): de Johanneskerk
- Serooskerke (Schouwen-Duiveland): Sint-Alardskerk
- Sint-Jansteen: de Johannes de Doperkerk, sinds 2018 brouwerij
- Sint-Maartensdijk: de Sint-Maartenskerk
- Tholen: zie Lijst van kerken in Tholen
- Veere: zie Lijst van kerken in Veere
- Vlissingen: de Grote of Sint-Jacobskerk
- Vlissingen: de Sint-Jacobus de Meerderekerk, gesloopt in 1938
- Vlissingen: de Johanneskerk, gesloopt in 1996
- Vlissingen: de Lutherse Kerk
- Vlissingen: de Nieuwe Kerk, gesloopt in 1954
- Vlissingen: de Onze-Lieve-Vrouw van de Heilige Rozenkrans en Sint-Jacobus de Meerderekerk
- Vrouwenpolder: de Gereformeerde Kerk, gesloten in 2004
- Vrouwenpolder: de Gereformeerde Kerk Vrijgemaakt
- Vrouwenpolder: de Toeristenkerk Onze-Lieve-Vrouw-van-den-Polder
- Vrouwenpolder: de Pelgrimskerk
- Waarde: de Hervormde Kerk
- Wemeldinge: de Maartenskerk
- Westdorpe: de Onze-Lieve-Vrouw Visitatiekerk
- Westkapelle: de Bethelkerk, gesloten in 2011
- Westkapelle: de Hervormde Kerk, verwoest in 1944
- Westkapelle: Kerkgebouw Gereformeerde Gemeenten
- Westkapelle: de Maranathakerk
- Westkapelle: de Moriakerk
- Westkapelle: de Sint-Willibrorduskerk, afgebrand in 1831
- West-Souburg: de Adventkerk
- West-Souburg: de Kerk van West-Souburg, gesloopt in 1833
- Wilhelminadorp: de Hervormde Kerk
- Wolphaartsdijk: de Nicolauskerk
- Yerseke: de Sint-Odulphuskerk
- Zierikzee: de Gasthuiskerk
- Zierikzee: het Kerk- en bioscooplokaal, gesloten in 1935
- Zierikzee: de Nieuwe Kerk
- Zierikzee: de Sint-Willibrorduskerk
- Zonnemaire: de Gereformeerde Kerk, gesloten in 1985
- Zonnemaire: de Hervormde Kerk
- Zoutelande: de Catharinakerk
- Zoutelande: de Rooms-katholieke toeristenkerk Sint-Catharina

## Zuid-Holland
- Alphen aan den Rijn: Adventskerk
- Alphen aan den Rijn: Sint-Bonifaciuskerk
- Alphen aan den Rijn: Oudshoornse kerk
- Arkel: de [[Koepelkerk (Arkel)|Koepelkerk]
- Berkel en Rodenrijs: de Dorpskerk
- Bleiswijk: de Dorpskerk
- Bleiswijk: de Onze-Lieve-Vrouw Visitatiekerk
- Brielle: de Grote of Sint-Catharijnekerk
- Delft: zie Lijst van kerken in Delft
- De Lier: de Dom
- Den Haag: zie Lijst van kerken in Den Haag
- Dordrecht: de Grote of Onze-Lieve-Vrouwekerk
- Dordrecht: de Nieuwkerk
- Dordrecht: de Augustijnenkerk
- Gouda: de Grote of Sint-Janskerk
- Gouda: de Gouwekerk
- Gouda: de Sint-Joostkapel
- Gouda: de Kleiwegkerk
- 's-Gravenzande: de Dorpskerk
- Katwijk: de Dorpskerk
- Katwijk: Johannes de Doperkerk
- Katwijk: de Nieuwe Kerk
- Katwijk: Andreaskerk
- Katwijk: de Vredeskerk
- Kwintsheul: de Sint-Andreaskerk
- Leiden: zie Lijst van kerken in Leiden
- Maasland: de Oude Kerk
- Maasland: de Maria Magdalenakerk
- Maassluis: Petrus en Pauluskerk
- Monster: de Hervormde Kerk
- Naaldwijk: de Sint-Adrianuskerk
- Naaldwijk: de Oude Kerk
- Nieuw-Lekkerland: de Hervormde Kerk
- Noordwijk-Binnen: de Grote of Sint-Jeroenskerk
- Ottoland: de Nederlands Hervormde Kerk
- Ouddorp: de Dorpskerk
- Ouddorp: de Schuilkerk
- Rhoon: de Hervormde Kerk
- Rotterdam: zie Lijst van kerken in Rotterdam
- Rijnsburg: Grote of Laurentiuskerk
- Scheveningen: de Nieuwe Badkapel
- Scheveningen: de Lourdeskapel
- Schiedam: de Grote of Sint-Janskerk
- Schiedam: de Basiliek van de H. Liduina en Onze Lieve Vrouw van de Rozenkrans
- Schiedam: de Zaalkerk
- Schiedam: 't Huis te Poort
- Schiedam: Havenkerk
- Schiedam: Heilig Hartkerk
- Schipluiden: de Hervormde Kerk
- Schoonhoven: de Grote of Bartholomeuskerk
- Spijkenisse: de Dorpskerk
- Spijkenisse: De Levende Steen
- Spijkenisse: de Sint-Felicitaskerk
- Vlaardingen: de Grote Kerk
- Voorschoten: de Sint-Laurentiuskerk
- Voorschoten: Moeder Godskerk
- Wassenaar: Dorpskerk
- Wassenaar: Goede Herderkerk
- Wassenaar: Sint-Jozefkerk
- Wassenaar: Sint-Willibrorduskerk
- Wateringen: de Sint-Jan de Doperkerk
- Wateringen: de Sint-Josephkerk
- Zoetermeer: de Adventskerk
- Zoetermeer: De Doortocht
- Zoetermeer: de Den Haag-Tempel
- Zoetermeer: de Ichthuskerk
- Zoetermeer: Het Kompas
- Zoetermeer: De Lichtzijde
- Zoetermeer: de Morgensterkerk
- Zoetermeer: de Nicolaaskerk
- Zoetermeer: De Olijftak
- Zoetermeer: de Oude Kerk
- Zoetermeer: de Pelgrimskerk
- Zoetermeer: de Vredekerk

### Specifieke kerken in Nederland
- Lijst van doopsgezinde kerken in Nederland
- Lijst van rooms-katholieke parochies in Nederland
- Lijst van Waterstaatskerken

### Kerken buiten Nederland
- Lijst van kerken op Saba

### Andere religieuze gebouwen in Nederland
- Lijst van moskeeën in Nederland
- Lijst van synagoges in Nederland

### Algemeen
- Fotoarchief Instituut voor Christelijk Cultureel Erfgoed